# Альбрехт III (герцог Саксонии)

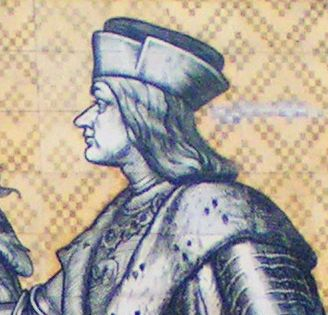
Изображение Альбрехта Смелого на панно «Шествие князей»

А́льбрехт Хра́брый, также А́льбрехт Сме́лый, А́льбрехт Му́жественный (нем. Albrecht der Beherzte, («Animosus»), 31 июля 1443, Гримма — 12 сентября 1500, Эмден) — герцог Саксонии и маркграф Мейсена, губернатор Фризии и основатель альбертинской линии Веттинов, правившей Саксонией вплоть до 1918 года.

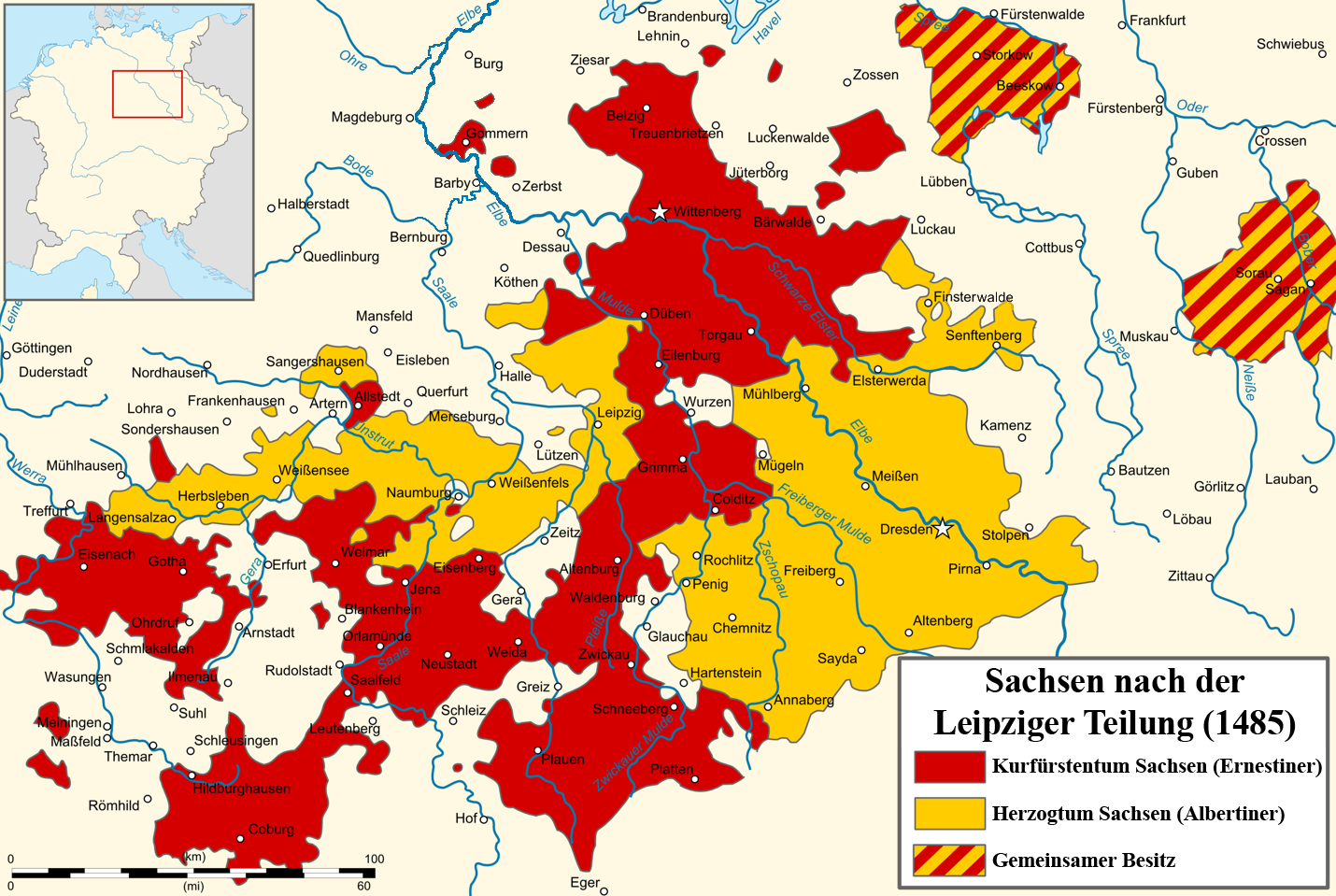
Карта веттинских владений после Лейпцигского раздела

## Биография
Младший сын курфюрста Фридриха II Кроткого родился 31 июля 1443 года в замке в Гримме.
В 1455 году, в возрасте 12 лет он вместе с братом Эрнстом был похищен рыцарем Кунцем фон Кауффунгеном (так называемое «Похищение саксонских принцев») из замка Альтенбург, и в ходе этих событий уже показал своё мужество.
Часть молодости он провёл на дворе императора Фридриха III в Вене.
11 ноября 1459 года в Эгере с большим великолепием совершилось бракосочетание Альбрехта с Сидонией, девятилетней дочерью богемского короля Георга Подебрада, приверженца гуситов, но брак этот был совершен лишь после смерти его отца.
7 сентября 1464 года умер его отец, и Альбрехт вместе с братом Эрнстом, получившим звание курфюрста, приступили к совместному правлению.
В 1466 году братья завоевали у Генриха II, бывшего бургграфа Мейсенского, город и замок Плауэн. В 1471 году они вместе начали строительство новой резиденции в Мейсене, которая с 1676 года была названа в честь Альбрехта Альбрехтсбург.
Когда же их владения увеличились ещё и родовыми тюрингскими землями, доставшимися им в 1482 году по наследству от дяди Вильгельма III, то это повело к разделу родовых саксонских владений и к распадению их рода на линию Эрнестинскую и Альбертинскую. Это разделение земель между Альбертинами и Эрнестинами сохранялось вплоть до конца Первой Мировой Войны (после 1871 года, в составе единой Германии, власть наследственных правителей германских государств, кроме собственно кайзера (наследника королей Пруссии), была уже скорее номинальной).  По «Лейпцигскому договору», заключенному 26 августа 1485 года, Альбрехт, как младший сын, имевший по старинным законам право выбора, взял себе так называемую мейсенскую часть.
По званию «маршала и могущественного знаменосца» он помогал императору Фридриху III в его войне с Карлом Смелым; в 1476 году отправился на богомолье в Иерусалим, а по возвращении оттуда выступил посредником в переговорах императора с Матвеем Корвином Венгерским и впоследствии, защищая интересы угнетаемого императора, предводительствовал его войсками в войне с Корвином, но по недостатку средств был вынужден заключить в 1487 году крайне невыгодный Маркесдорфский договор.
Вскоре после этого, оставив в Саксонии своим заместителем своего сына Георга, он поспешил в Нидерланды, чтобы освободить Максимилиана I, взятого в плен обывателями города Брюгге в 1488 году. Приняв там начальство над имперским войском, он воевал с Нидерландами несколько лет с малыми промежутками.
На Фрейбургском сейме он получил в 1498 году наследственное наместничество во Фрисландии.
Давно уже удручённый недугами, Альбрехт скончался 12 сентября 1500 года в Эмдене. По завещанию, написанному им в Маастрихте в 1499 году, он предоставил управление мейсенскими владениями старшему сыну своему, Георгу, а Генриха утвердил наследственным штатгальтером Фрисландии, обеспечив таким образом в Альбертинской линии наследование за старшим в роде.
8 ноября 1876 года в Мейсене совершилось открытие памятника Альбрехту: он представляет собою бронзовую статую работы Гульча и Бирлинга.

## Потомки
В 1459 году женился на Сидонии Богемской (1449—1510), дети:
- Катарина Саксонская (1468—1524), 1 брак — с 1484 замужем за Сигизмундом Тирольским, 2 брак — с 1497 замужем за герцогом Эрихом I Брауншвейг-Каленбергским
- Георг Бородатый (1471—1539), герцог Саксонский.
- Генрих V (1473—1541), герцог Саксонский с 1539 года, наследовал старшему брату.
- Фридрих Саксонский (1474—1510), гроссмейстер Тевтонского ордена в Пруссии с 1498 г.
- Анна (1478—1479)
- Людвиг (1481)
- Иоганн (1484)
- Иоганн (1489)